# Демченко, Руслан Михайлович
Руслан Михайлович Демченко (укр. Руслан Михайлович Демченко; род. 15 июля 1965, Киев) — украинский дипломат. Советник Президента Украины (с 23 сентября 2014 по 23 июля 2019 года, с 23 июля 2019 по 16 июня 2020 года).
Первый заместитель Секретаря Совета национальной безопасности и обороны Украины (с 16 июня 2020 по 25 июля 2022 года).

## Биография
В 1989 году окончил Институт международных отношений Киевского государственного университета имени Тараса Шевченко (специалист по международным отношениям, референт-переводчик английского языка).
- 1983—1985 — служба в армии.
- 1989—1990 — экономист отдела международного сотрудничества Министерства строительства[укр.] УССР.
- 1990—1992 — 3-й секретарь, 2-й секретарь визового отдела Консульского управления МИД Украины.
- 1992—1996 — 2-й секретарь Посольства Украины в США.
- 1996—2000 — заведующий отделом, заместитель руководителя Службы протокола Президента Украины.
- 2000—2003 — Генеральный Консул Украины в Стамбуле.
- С 18 августа 2003[8] по 17 мая 2005 года[9] — Чрезвычайный и полномочный посол Украины в Сербии и Черногории.
- 2005 — первый заместитель Руководителя Главной службы внешней политики Президента Украины.
- 2005—2006 — Руководитель Службы Государственного Протокола и Церемониала[укр.] Президента Украины.
- 2006—2010 — Руководитель Офиса Президента Украины.
- С 17 февраля 2010[10] по 17 декабря 2010 года[11] — заместитель Министра иностранных дел Украины.
- С 17 декабря 2010[12] по 5 марта 2014 года[13] — первый заместитель Министра иностранных дел Украины.

В 2021 году украинский журналист и бывший председатель фракции «Голос» Сергей Рахманин назвал Демченко главным лоббистом «Харьковских соглашений» (Соглашение между Российской Федерацией и Украиной по вопросам пребывания Черноморского флота Российской Федерации на территории Украины). В ноябре 2021 года журналисты программы «Схемы» также заявили, что Демченко убеждал членов комитета по вопросам национальной безопасности Верховной рады Украины проголосовать за соглашения.

## Дипломатический ранг
- Чрезвычайный и полномочный посол (с 2 ноября 2004 года)[15].

## Награды
- Орден князя Ярослава Мудрого V степени (20 января 2010 года)[16].
- Орден «За заслуги» III степени (4 мая 2019 года)[17].
- Командор ордена Трёх звёзд (2008, Латвия)[18];
- Офицер ордена Великого князя Литовского Гядиминаса (4 ноября 1998 года, Литва)[19];
- Великий офицер ордена Заслуг (16 апреля 1998 года, Португалия)[20];
- Кавалер ордена Заслуг перед Республикой Польша (7 сентября 2009 года, Польша)[21];
- Офицер ордена Освободителя Сан-Мартина (11 декабря 1998 года, Аргентина)[22];
- Грамота Содружества Независимых Государств (5 декабря 2012 года) — за активную работу по укреплению и развитию Содружества Независимых Государств[23][24].

## Личная жизнь
Женат, имеет сына.